# Rapina in Berkeley Square
Rapina in Berkeley Square (A Nightingale Sang in Berkeley Square) è un film del 1979 diretto da Ralph Thomas. Il film è stato distribuito in VHS con il titolo La soffiata.
È un film commedia statunitense a sfondo poliziesco con Richard Jordan, Oliver Tobias e David Niven. Il titolo originale è tratto da quello della canzone popolare britannica A Nightingale Sang in Berkeley Square del 1939.

## Trama
Uscito di prigione con l'intenzione di rigare diritto, Pinky trova lavoro come elettricista nella sede londinese di un'importante banca americana.
Per caso incontra un importante esponente della malavita locale, Ivan, il quale decide di approfittare della situazione e organizzare una rapina alla banca costringendo Pinky a fare da complice interno.
Dopo una buona preparazione il colpo riesce ma per via di alcuni banali dettagli la polizia riesce a incastrare Pinky e a farlo collaborare confessando dinamica, complici e nascondiglio.
Finite le indagini, tutti i membri della banda, compreso il capo che era scappato in Francia, vengono arrestati riportando condanne tra 10 e 25 anni.
Anche Pinky, nonostante la promessa di un trattamento mite in cambio della sua collaborazione alle indagini, viene condannato a 7 anni.
Ma uscito dall'aula del tribunale, con scaltrezza riesce a fuggire e a far perdere le proprie tracce. Lascia poi il paese con la sua parte di bottino, messa in salvo dall'amico Foxy.
Del bottino, calcolato in decine di milioni di sterline tra contanti, gioielli e oro, solo mezzo milione di sterline verrà recuperato.

## Produzione
Il film, diretto da Ralph Thomas su una sceneggiatura e un soggetto di Guy Elmes, fu prodotto da Benjamin Fisz per la Benjamin Fisz Productions e la Simitar Entertainment.

## Distribuzione
Il film fu distribuito negli Stati Uniti nel 1979 al cinema con il titolo A Nightingale Sang in Berkeley Square.
Alcune delle uscite internazionali sono state:
- in Finlandia (30 miljoonaa kuumaa dollaria)
- in Svezia (Den stora bankkuppen)
- in Germania Ovest (Der Supercoup)
- in Francia (Le casse de Berkeley Square)
- in Slovenia (Najvecja kraja banke)
- nel Regno Unito (The Biggest Bank Robbery)
- in Italia (Rapina in Berkeley Square-La soffiata)

## Critica
Secondo il Morandini il film è una "non nuova ma gradevole commediola giallo-avventurosa". Secondo Leonard Maltin "la Grahame in una breve apparizione nei panni della madre di Jordan, è una delizia in uno dei suoi ultimi ruoli".